# Кастаньед, Стефан
Стефан Кастаньед (фр. Stéphane Castaignède, родился 30 сентября 1969 в Мон-де-Марсан) — французский регбист, игравший на позиции скрам-хава (полузащитника схватки). Старший брат регбиста Тома Кастаньеда.

## Карьера

### Клубная
В молодости выступал за команды «Мимизан» и «Сен-Жюльен-ен-Борн», в профессиональном регби дебютировал в 1996 году как игрок «Монферрана». Выступал также за «Стад Монтуа», «Ажетмотьен» и «Гренад-сюр-л'Адур». Будучи игроком «Ажетмотьен», получил тренерскую лицензию. В 2007 году завершил карьеру игрока. Провёл с 1996 по 2001 годы пять матчей в Европейском кубке вызова, но в 1999 году с «Монферраном» всё же завоевал заветный трофей.

### В сборной
В сборной сыграл 7 матчей, дебютировал 28 августа 1999 в тест-матче против Уэльса. Остальные шесть игр провёл в рамках чемпионата мира, выходя на замену. Последнюю игру провёл 6 ноября 1999 в финале против Австралии, в котором Франция проиграла 35:12. Больше в сборной не играл.

### Тренерская
С 2011 по 2012 годы входил в тренерский штаб регбийного клуба «Аяччо».